# Il giglio nero (romanzo)
Il giglio nero (titolo originale in inglese Black Trillium) è un romanzo fantasy del 1990 scritto collettivamente da Marion Zimmer Bradley, Julian May e Andre Norton. È il volume capostipite della cosiddetta serie del giglio, un gruppo di romanzi le cui successive opere sono state sviluppate individualmente dalle tre autrici senza rispettare la continuità tra di loro.

## Trama
La regina Kalanthe, sposa del re Krain di Ruwenda, rischia di morire durante il parto; arriva in suo soccorso l'Arcimaga Binah, che aiuta la sovrana facendole bere una pozione e al momento della nascita delle tre gemelle dona loro un nome, rispettivamente Haramis, Kadiya e Anigel, e un amuleto di ambra in cui è incastonato un bocciolo del leggendario Giglio Nero. Annuncia ai sovrani che le figlie un giorno avranno un compito terribile da svolgere e senza lasciare il tempo di ulteriori domande se ne va. Col trascorrere degli anni la profezia dell'Arcimaga viene ridimensionata, assumendo un carattere leggendario e romanzesco.
Crescendo, Haramis dimostra doti di studiosa ed è appassionata di musica, Kadiya adora le avventure e si ritiene una guerriera, mentre Anigel è molto femminile e dolce.
Diciassette anni dopo la loro nascita, re Voltrik di Labornok chiede la mano di Haramis, ma Krain rifiuta la proposta perché ha già posto gli occhi sul principe secondogenito di Var. Re Voltrik, che già da tempo è interessato a estendere il proprio dominio, coglie l'occasione come pretesto per attaccare il Ruwenda aiutato dal suo consigliere, il perfido e potente mago Orogastus.
Una volta che i sovrani vengono assassinati, le principesse riescono a fuggire grazie ai loro tre rispettivi amici non umani, gli Oddling; ma nella confusione generale le ragazze si separano e allontanano l'una dall'altra, trovandosi sole. Dovranno recarsi dall'arcimaga Binah e mettersi alla ricerca dei talismani che le aiuteranno a salvare la loro nazione.

## Edizioni
- Marion Zimmer Bradley, Andre Norton e Julian May, Il giglio nero, Longanesi,  p. 546, ISBN 978-88-7819-428-1.